# Мозе Наварра
Мозе Наварра (італ. Mosé Navarra; нар. 18 липня 1974) — колишній італійський тенісист.
Найвищу одиночну позицію світового рейтингу — 119 місце досяг 14 червня 1999, парну — 170 місце — 1 жовтня 2001 року.
Здобув 3 одиночні та 3 парні титули.
Найвищим досягненням на турнірах Великого шолома було 3 коло в одиночному розряді.

## Юніорські фінали турнірів Великого шолома

### Одиночний розряд: 1 (1 поразка)
| Результат | Рік  | Турнір                               | Покриття | Суперник     | Рахунок       |
| --------- | ---- | ------------------------------------ | -------- | ------------ | ------------- |
| Поразка   | 1992 | Відкритий чемпіонат Франції з тенісу | Ґрунт    | Андрей Павел | 1–6, 6–3, 3–6 |

## Фінали турнірів ATP за кар'єру

### Парний розряд: 1 (1 поразка)
| Легенда                                          |
| ------------------------------------------------ |
| Турніри Великого шолома (0–0)                    |
| Фінали Світового туру ATP (0–0)                  |
| Фінали Світового туру ATP серії Мастерс (0–0)    |
| Фінали Світового туру ATP серії Чемпіоншип (0–0) |
| Фінали Світової серії Світового туру ATP (0–1)   |

| Титули за покриттям |
| ------------------- |
| Тверде (0–1)        |
| Ґрунт (0–0)         |
| Трава (0–0)         |
| Килим (0–0)         |

| Титули за типом корту |
| --------------------- |
| Відкритий (0–1)       |
| Закритий (0–0)        |

| Результат | В-П | Дата     | Турнір                  | Рівень        | Покриття | Партнер     | Суперники             | Рахунок  |
| --------- | --- | -------- | ----------------------- | ------------- | -------- | ----------- | --------------------- | -------- |
| Поразка   | 0–1 | Січ 2001 | Maharashtra Open, Індія | Світова серія | Тверде   | Баррі Кован | Байрон Блек Вейн Блек | 4–6, 3–6 |

## Фінали ATP Челленджер і ITF Ф'ючерс

### Одиночний розряд: 5 (3–2)
| Легенда              |
| -------------------- |
| ATP Челленджер (3–1) |
| ITF Ф'ючерс (0–1)    |

| Фінали за покриттям |
| ------------------- |
| Тверде (1–0)        |
| Ґрунт (0–0)         |
| Трава (1–1)         |
| Килим (1–1)         |

| Результат | В-П | Дата     | Турнір                       | Рівень     | Покриття | Суперник        | Рахунок       |
| --------- | --- | -------- | ---------------------------- | ---------- | -------- | --------------- | ------------- |
| Поразка   | 0–1 | Лют 1998 | Велика Британія F1, Bramhall | Ф'ючерс    | Килим    | Марк Меррі      | 6–4, 6–7, 6–7 |
| Поразка   | 0–2 | Лют 1999 | Лакхнау, Індія               | Челленджер | Трава    | Туомас Кетола   | 3–6, 4–6      |
| Перемога  | 1–2 | Бер 1999 | Сінгапур, Сінгапур           | Челленджер | Тверде   | Альберто Мартін | 6–2, 6–2      |
| Перемога  | 2–2 | Лип 2000 | Манчестер, Велика Британія   | Челленджер | Трава    | Мартін Лі       | 6–4, 6–3      |
| Перемога  | 3–2 | Гру 2000 | Мілан, Італія                | Челленджер | Килим    | Філіппо Мессорі | 6–3, 7–6(7–3) |

### Парний розряд: 7 (3–4)
| Легенда              |
| -------------------- |
| ATP Челленджер (3–3) |
| ITF Ф'ючерс (0–1)    |

| Фінали за покриттям |
| ------------------- |
| Тверде (0–2)        |
| Ґрунт (1–1)         |
| Трава (1–0)         |
| Килим (1–1)         |

| Результат | В-П | Дата     | Турнір                       | Рівень     | Покриття | Партнер             | Суперники                       | Рахунок       |
| --------- | --- | -------- | ---------------------------- | ---------- | -------- | ------------------- | ------------------------------- | ------------- |
| Поразка   | 0–1 | Вер 1995 | Сінгапур, Сінгапур           | Челленджер | Тверде   | Нікола Бруно        | Кріс Вілкінсон Мартін Цумпфт    | 6–4, 1–6, 4–6 |
| Перемога  | 1–1 | Чер 1996 | Вайден, Німеччина            | Челленджер | Ґрунт    | Джон Ліч            | Гірт Дзелде Томас Нюдаль        | 7–6, 7–5      |
| Поразка   | 1–2 | Лип 1996 | Кіто, Еквадор                | Челленджер | Ґрунт    | Нікола Бруно        | Пабло Кампана Ніколас Лапентті  | 4–6, 4–6      |
| Поразка   | 1–3 | Сер 1997 | Ольбія, Італія               | Челленджер | Тверде   | Стефано Пескосолідо | Джефф Грант Мауріс Руа          | 6–3, 2–6, 5–7 |
| Поразка   | 1–4 | Лют 1998 | Велика Британія F1, Bramhall | Ф'ючерс    | Килим    | Марк Меррі          | Маттіас Гельстрем Фредрік Лувен | 6–7, 1–6      |
| Перемога  | 2–4 | Бер 1998 | Магдебург, Німеччина         | Челленджер | Килим    | Еял Ерліх           | Маркос Ондруска Кріс Вілкінсон  | 4–6, 6–1, 6–4 |
| Перемога  | 3–4 | Лип 1998 | Манчестер, Велика Британія   | Челленджер | Трава    | Стефано Пескосолідо | Вейн Артурс Вен Еллвуд          | 6–1, 6–7, 7–6 |

## Досягнення
| W | Ф | ПФ | ЧФ | #Р | КТ | К# | DNQ | A | NH |

### Одиночний розряд
| Турніри Великого шлему                 |     |     |     |     |     |     |     |     |     |       |      |     |
| Відкритий чемпіонат Австралії з тенісу |     |     |     |     | К1р |     |     |     | К3р | 0 / 0 | 0–0  | –   |
| Відкритий чемпіонат Франції з тенісу   |     |     |     |     | К1р | 1р  | 2р  | К3р | К2р | 0 / 2 | 1–2  | 33% |
| Вімблдонський турнір                   |     |     |     | 3р  | К2р | К1р | К1р | К2р | К2р | 0 / 1 | 2–1  | 67% |
| Відкритий чемпіонат США з тенісу       |     |     | К2р | К3р | К2р | К1р | К1р | К2р | К2р | 0 / 0 | 0–0  | –   |
| В-П                                    | 0–0 | 0–0 | 0–0 | 2–1 | 0–0 | 0–1 | 1–1 | 0–0 | 0–0 | 0 / 3 | 3–3  | 50% |
| Серія Мастерс ATP                      |     |     |     |     |     |     |     |     |     |       |      |     |
| Відкритий чемпіонат Маямі з тенісу     |     |     |     |     | К1р |     | К2р |     |     | 0 / 0 | 0–0  | –   |
| Монте-Карло                            |     |     |     |     |     |     | К1р |     |     | 0 / 0 | 0–-0 | –   |
| Рим                                    | К3р |     | К1р |     | К1р | К2р | К1р |     | 1р  | 0 / 1 | 0–1  | 0%  |
| Мастерс Цинциннаті                     |     |     |     |     |     |     | К2р |     |     | 0 / 0 | 0–0  | –   |
| В-П                                    | 0–0 | 0–0 | 0–0 | 0–0 | 0–0 | 0–0 | 0–0 | 0–0 | 0–1 | 0 / 1 | 0–1  | 0%  |

### Парний розряд
| Турніри Великого шлему                 |     |     |     |     |     |     |     |     |     |     |     |       |     |     |
| Відкритий чемпіонат Австралії з тенісу |     |     |     |     |     |     |     |     |     |     |     | 0 / 0 | 0–0 | –   |
| Відкритий чемпіонат Франції з тенісу   |     |     |     |     |     |     |     |     |     |     |     | 0 / 0 | 0–0 | –   |
| Вімблдонський турнір                   |     |     |     |     | К1р | К1р | К2р | 2р  |     | К1р |     | 0 / 1 | 1–1 | 50% |
| Відкритий чемпіонат США з тенісу       |     |     |     |     | К1р |     | К2р |     |     |     |     | 0 / 0 | 0–0 | –   |
| В-П                                    | 0–0 | 0–0 | 0–0 | 0–0 | 0–0 | 0–0 | 0–0 | 1–1 | 0–0 | 0–0 | 0–0 | 0 / 1 | 1–1 | 50% |
| Серія Мастерс ATP                      |     |     |     |     |     |     |     |     |     |     |     |       |     |     |
| Рим                                    | 1р  | К1р |     |     |     |     | К1р | 1р  |     | 2р  | 1р  | 0 / 4 | 1–4 | 20% |
| В-П                                    | 0–1 | 0–0 | 0–0 | 0–0 | 0–0 | 0–0 | 0–0 | 0–1 | 0–0 | 1–1 | 0–1 | 0 / 4 | 1–4 | 20% |